# Жълтокоремен тритон
Жълтокоремните тритони (Taricha granulosa) са вид земноводни от семейство Саламандрови (Salamandridae).
Срещат се по тихоокеанското крайбрежие на Северна Америка.
Таксонът е описан за пръв път от американския естественик Ейвъри Джъд Скилтън през 1849 година.

## Подвидове
- Taricha granulosa granulosa
- Taricha granulosa mazamae
- Taricha granulosa similans